# Mörsdorf (Nadrenia-Palatynat)
Mörsdorf – miejscowość i gmina w Niemczech, w kraju związkowym Nadrenia-Palatynat, w powiecie Rhein-Hunsrück, wchodzi w skład gminy związkowej Kastellaun. Do 30 czerwca 2014 leżała w powiecie Cochem-Zell i wchodziła w skład gminy związkowej Treis-Karden.